# Menesia immaculipennis
Menesia immaculipennis là một loài bọ cánh cứng trong họ Cerambycidae.